# 에와구
에와구(Ewa District)는 나우루 최북단에 위치한 행정구로, 면적은 1.2km2, 인구는 300명이다. 나우루에서 단 하나밖에 없는 고등교육 기관인 카이저 대학(독일의 선교사 알로이스 카이저에서 유래)과 나우루에서 가장 큰 슈퍼마켓, 오지 풋볼 전용구장이 위치한다.

## 지도

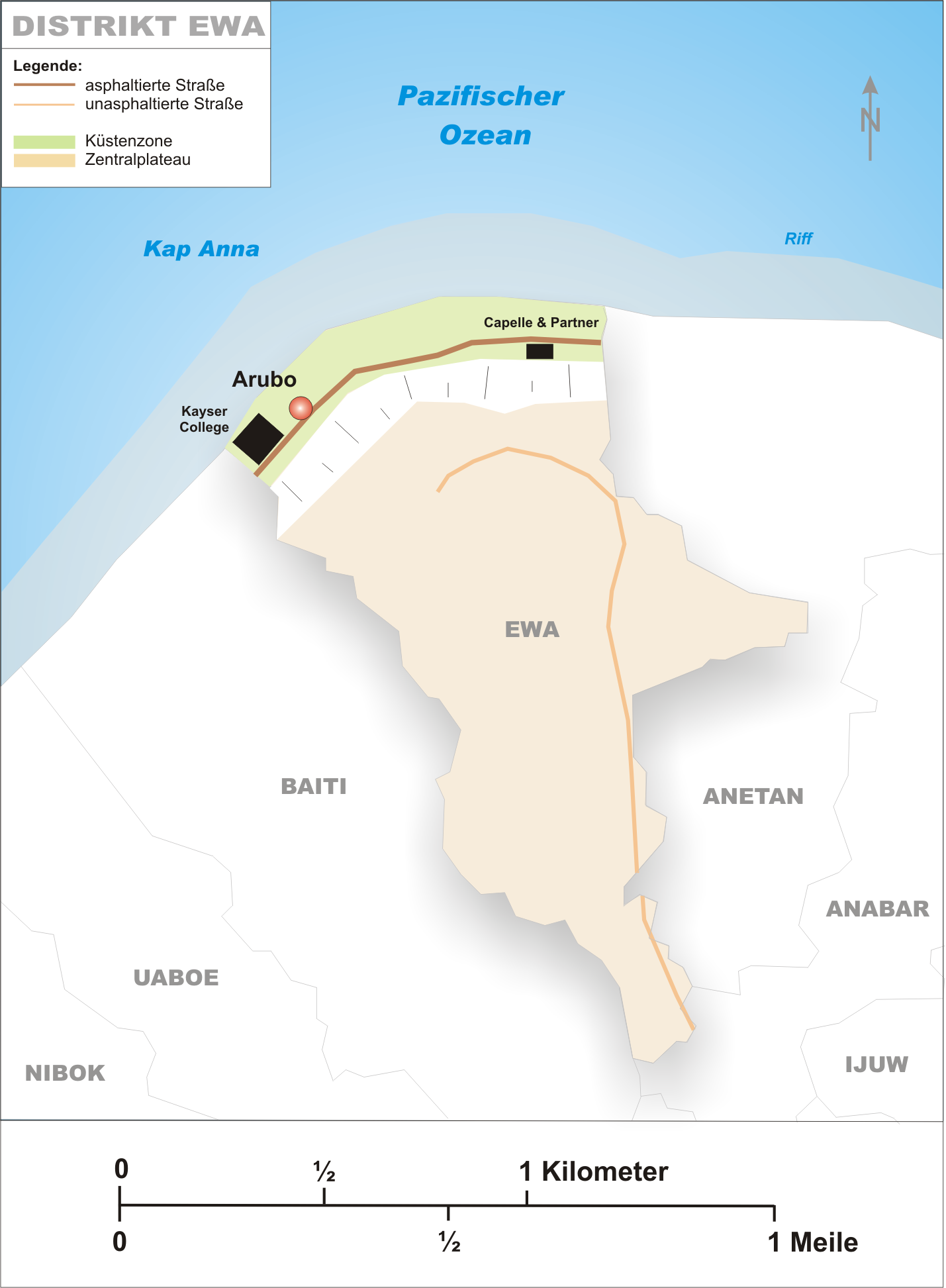
에와 구
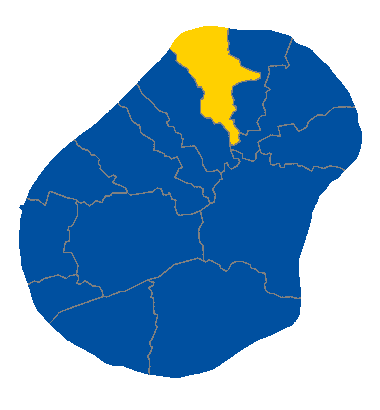
에와 구의 위치